# The Old Gum Tree
The Old Gum Tree (« Le vieux gommier »), aussi appelé The Proclamation Tree (« L'arbre de la proclamation ») est un site historique pour l'Australie-Méridionale. Situé à Glenelg North, un quartier d'Adélaïde, c'est l'endroit où le gouverneur John Hindmarsh lut le 28 décembre 1836 (Proclamation Day) jour férié dans l'État la proclamation de la création de la colonie d'Australie-Méridionale.

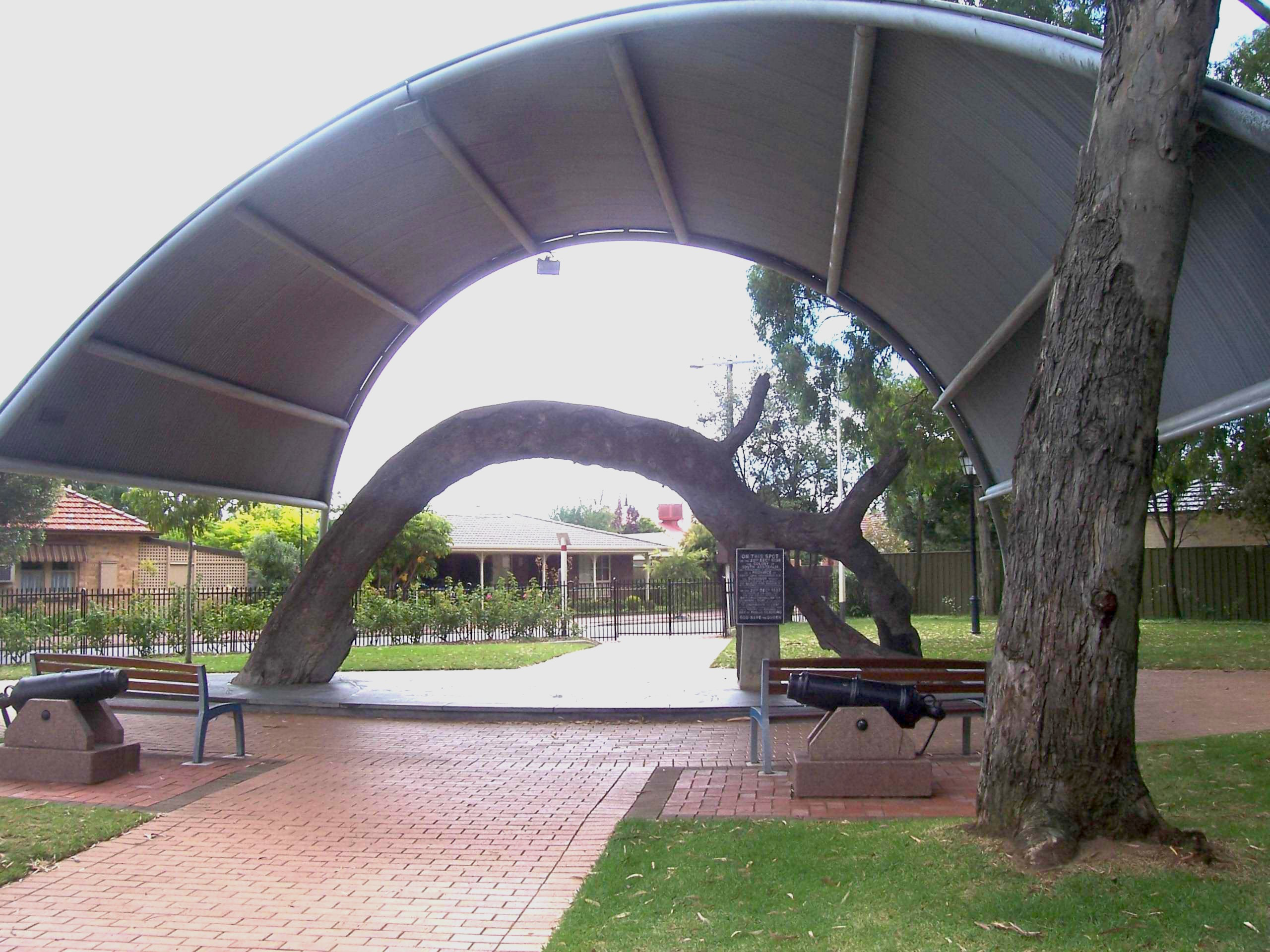
Le site du Old Gum Tree de nos jours.

Chaque année, ce jour-là, le gouverneur de l'État relit sur place la Proclamation.
L'arbre de l'endroit (très probablement un gommier rouge) est mort depuis longtemps. Il a été remplacé par un arbre en béton en 1963[réf. nécessaire].